# Scione longirostris
Scione longirostris är en tvåvingeart som beskrevs av Brethes 1920. Scione longirostris ingår i släktet Scione och familjen bromsar. Inga underarter finns listade i Catalogue of Life.